# Storia del Club Atlético Boca Juniors
La storia del Club Atlético Boca Juniors ha inizio nel 1905, quando venne fondato a Buenos Aires da adolescenti italo-argentini di origine genovese, da cui il celebre soprannome Xeneizes, "genovesi" (benché tra i fondatori si annoverino anche ragazzi originari di Muro Lucano, nel potentino). Nel 1908 il club venne ammesso alla Seconda Divisione della Federazione calcistica dell'Argentina. Nel 1931 il club, così come l'intero apparato calcistico argentino, diviene professionistico.
Con 18 trofei internazionali vinti risulta la terza squadra di calcio più titolata al mondo, a pari merito con il Milan e l'Independiente. A livello nazionale vanta la vittoria di 35 campionati e 17 coppe. In tutto si è aggiudicata 74 trofei tra nazionali e internazionali, risultando la squadra argentina più vincente in ambito calcistico.

## Le origini

### La fondazione

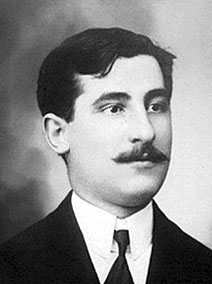
Esteban Baglietto, uno dei fondatori del Boca Juniors

Il club fu fondato il 3 aprile 1905 da un gruppo di adolescenti italo-argentini a La Boca, quartiere di Buenos Aires. A quel tempo erano molte le squadre amatoriali: se ne contano circa trecento.
I fondatori erano cinque e di chiara origine genovese (da qui il soprannome Xeneizes): Esteban Baglietto, Alfredo Scarpatti, Santiago Pedro Sana e i fratelli Juan e Teodoro Farenga. Inizialmente come punto d'incontro fu scelta la casa di Baglietto, sita al numero 1232 di Ministro Brin, ma a causa della confusione furono cacciati fuori dal padre di Esteban. Allora il gruppo iniziò a riunirsi presso una panchina a Plaza Solís. Le porte del primo campo da gioco furono costruite da Francesco Farenga, padre di Juan e Teodoro, originario di Muro Lucano.

Inizialmente fu eletto presidente Baglietto, ma poi la scelta ricadde su Luis Cerezo, poiché Esteban era minorenne.

### I colori e la maglia

La bandiera della Svezia, da cui i fondatori del Boca Juniors trassero ispirazione per scegliere i colori del club.

Inizialmente venne adottata una maglia a strisce sottili bianco-nere, preparata dalla sorella di Teodoro e Juan Farenga; dopo una breve parentesi in maglia celeste, il nero venne sostituito con il blu. Tuttavia nel 1907 il club dovette cambiare nuovamente i colori in occasione di una partita contro l'Almagro, che presentava la stessa divisa. Indecisi sui nuovi colori da adottare, Juan Brichetto fece una proposta: avrebbero adottato i colori della bandiera della prima nave che fosse entrata nel porto. Il primo natante che passò batteva bandiera svedese e i colori adottati furono blu e giallo. Inizialmente la banda gialla era in diagonale, ma nel 1913 venne adottata l'attuale disposizione, ossia orizzontale.

#### Cronologia delle divise
| Manica sinistra · Manica sinistra · Maglietta · Maglietta · Manica destra · Manica destra · Pantaloncini · Calzettoni |
| 1905 |

| Manica sinistra · Maglietta · Manica destra · Pantaloncini · Calzettoni |
| 1905                                                                    |

| Manica sinistra · Manica sinistra · Maglietta · Maglietta · Manica destra · Manica destra · Pantaloncini · Calzettoni |
| 1906–07 |

| Manica sinistra · Maglietta · Maglietta · Manica destra · Pantaloncini · Calzettoni |
| 1907–13                                                                             |

| Manica sinistra · Maglietta · Maglietta · Manica destra · Pantaloncini · Calzettoni |
| 1913–oggi                                                                           |

### Le prime partite

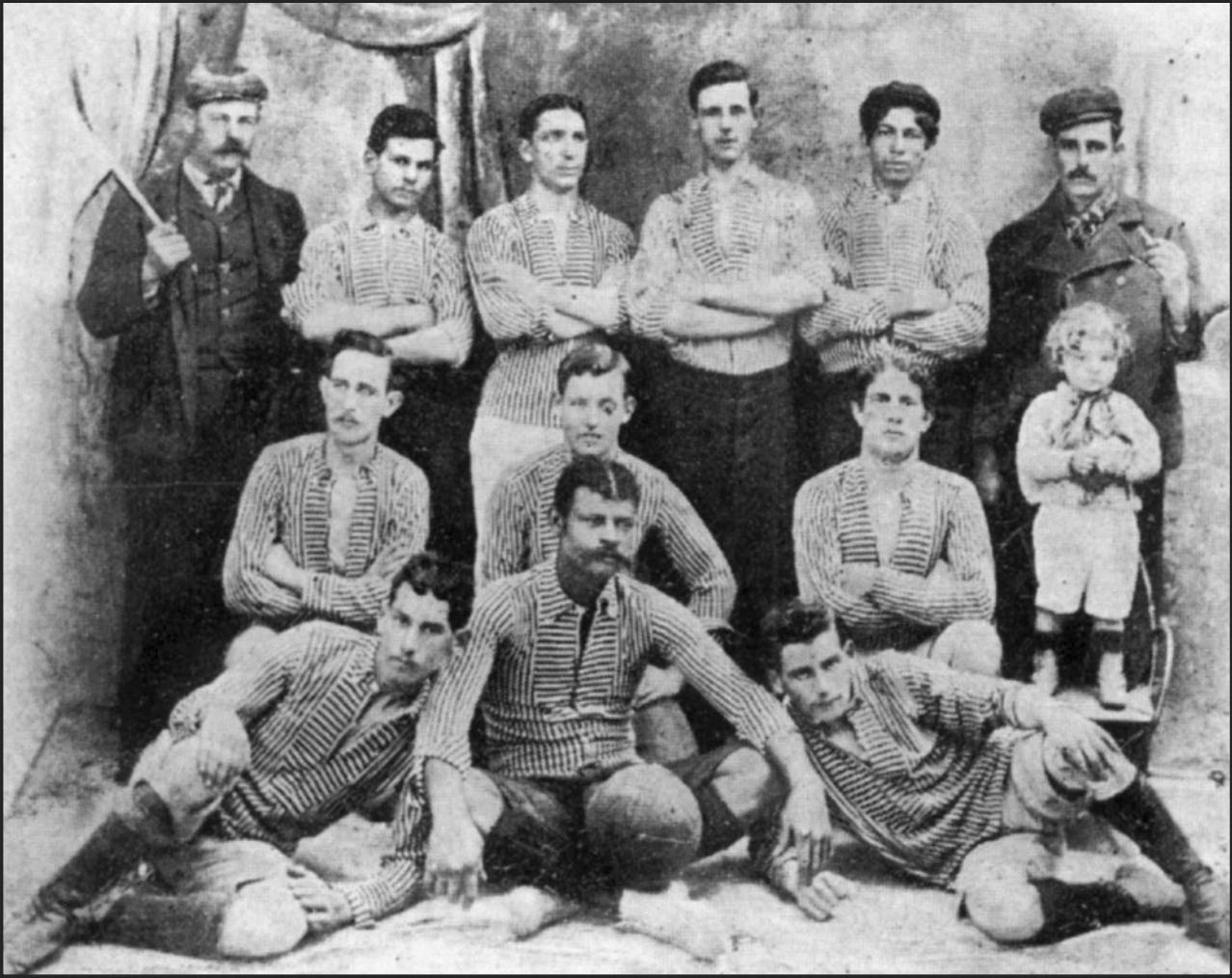
Il Boca Juniors nel 1906

Il club giocò la sua prima gara il 21 aprile del 1905, contro il Club Mariano Moreno. La gara fu vinta dagli xeneises per 4-0, con doppietta di Juan Farenga e reti di José Farenga e di Santiago Sana. Baglietto giocò come portiere, il capitano era Juan Farenga.
Inizialmente impegnato solo in amichevoli, nel 1905 si iscrive a un campionato, seppur minore: la Liga de Villa Lobos. Nel 1906 si iscrive alla Liga Central, vincendo alla fine il titolo. Nel 1907 partecipa alla Albion League. Nello stesso anno gioca nel torneo organizzato dall'Associazione Porteña, in cui ha anche giocato l'Universal di Montevideo , che ha affrontato nella sua prima partita internazionale, l'8 dicembre del 1907, perdendo 0-1.

## Epoca amatoriale

### Il primosuperclásico
La squadra rivale per eccellenza del Boca Juniors è sempre stato il River Plate, i cui colori (bianco e rosso) si ispirano alla bandiera di Genova.

Il primo derby ufficiale tra le due squadre, noto come superclásico, si giocò nel torneo di Primera División 1913 e vide affermarsi il River per 2-1.

Tuttavia secondo gli storici prima del 1913 furono giocate altre gare dalle due compagini: probabilmente il primo incontro è avvenuto il 2 agosto 1908 e si concluse 2-1 per il Boca, ma secondo il sito ufficiale degli xeneizes il primo derby in assoluto si è concluso 0-0.

### Il tour europeo del 1925

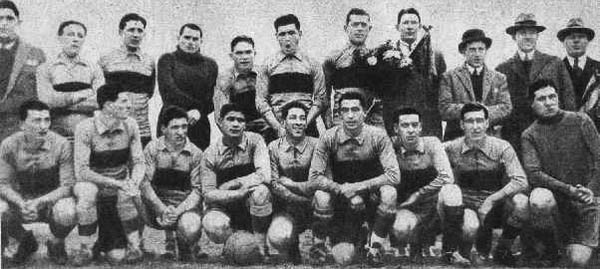
La rosa del Boca Juniors che andò in tour in Europa nel 1925

Dopo il trionfo dell'Uruguay alle olimpiadi di Parigi 1924, la federazione argentina pensò di inviare una squadra che rappresentasse la nazione in giro per l'Europa. Si propose il Boca, che ottenne l'autorizzazione dalla federazione.

Il tour avvenne nel 1925 e la squadra giocò complessivamente 19 partite, vincendone quindici, perdendone tre e pareggiandone una. Le gare più importante furono giocate (e vinte) contro l'Atlético Madrid e contro il Real Madrid.

La "spedizione" fu finanziata da Victoriano Caffarena, acceso tifoso del club gialloblù.

La prima gara, giocata contro il Celta Vigo, fu vinta per 3-1, con Antonio Cerrotti che divenne il primo giocatore argentino a segnare un gol in Europa.

Al ritorno in Argentina, la federazione consegnò alla squadra la Copa de Honór, riconoscimento per le vittorie registrate nel vecchio continente.

### Titoli amatoriali

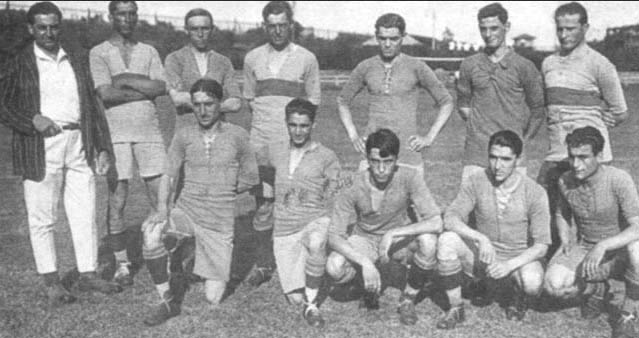
Il Boca Juniors campione d'Argentina 1919.

Il club venne affiliato alla federazione argentina nel 1908, partendo dalla seconda divisione, e giocando il 3 maggio la sua prima gara ufficiale, vincendo 3-1 contro il Belgrano Athletic Club, venendo promosso in Primera División nel 1913.

Nel 1919 ci fu una scissione all'interno della federazione: sorsero così due leghe, la Asociación Amateurs de Football e la Asociación Argentina de Football, con il Boca che partecipò a quest'ultimo.

Nello stesso anno il Boca si laureò per la prima volte campione d'Argentina, vincendo tutte le gare del campionato. Tuttavia il campionato non fu terminato a causa delle irregolarità che influenzarono il suo svolgimento.

La squadra trionfò anche nell'anno seguente, con undici punti di distacco dal Banfield.

Vince il campionato anche nel 1923, nel 1924, nel 1926 e, nel 1930, il primo campionato unico dopo la fusione di AAm e AAF..

## Professionismo (1931-1944)

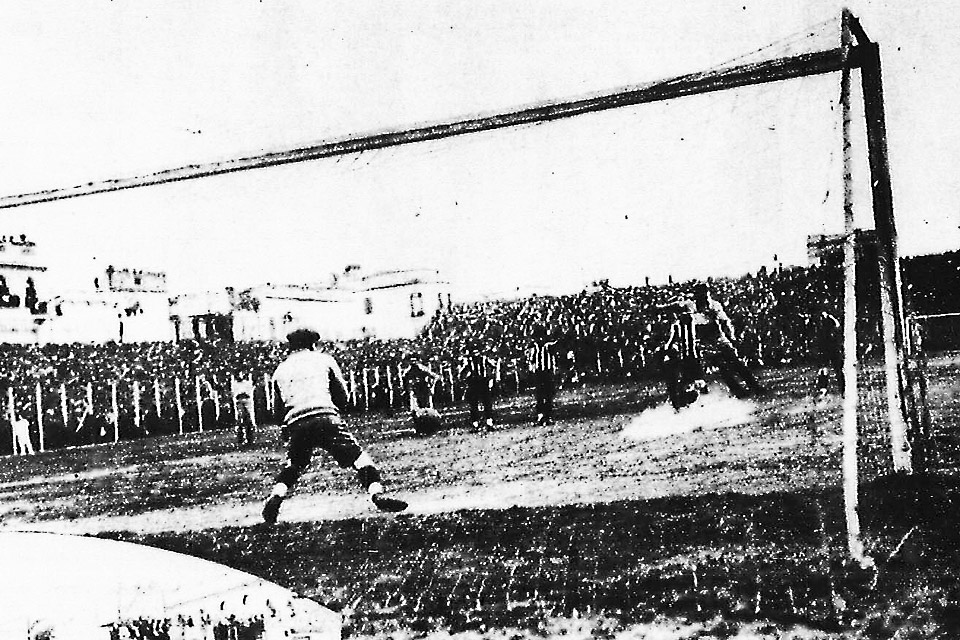
Il contestato rigore calciato da Varallo nel superclásico 1931.

I primi quindici anni dopo la riunificazione delle federazioni argentine furono dominati da Boca e River Plate, che vinsero sei titoli ciascuno.

Nel 1931 il Boca vinse il primo campionato dopo la riunificazione, laureandosi campione con 5 punti di distacco dal San Lorenzo.
In occasione di questo torneo il club xeneize aveva acquistato Francisco Varallo, messosi in luce con il Gimnasia (LP), che rifiutò offerte dall'Italia per giocare con il club gialloblù. Egli si dimostrò un buon acquisto: si classificò terzo nella classifica cannonieri con 27 gol.

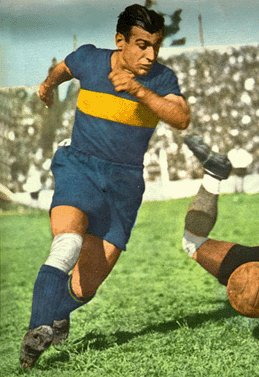
Pancho Varallo, bandiera del Boca negli anni trenta.

Quel campionato fu tuttavia contestatissimo a causa dei fatti avvenuti nel superclásico del 20 settembre 1931: il Boca si procurò un rigore ai danni del River. Iribarren, il portiere della squadra biancorossa, parò il rigore ma non trattenne la palla, e Varallo segnò sulla respinta. I giocatori del River protestarono con l'arbitro, sostenendo che Varallo commise fallo al momento della ribattuta. Il direttore di gara espulse tre giocatori che avevano contestato la decisione, e la squadra si ritirò per protesta; il Boca vinse la partita a tavolino per 1-0.
Per il campionato successivo venne acquistato Delfín Benítez Cáceres, ma il torneo, vinto dal River, si chiuse con un deludente quarto posto.
L'anno seguente il club lottò fino alla fine per la vittoria del campionato, che però vide il trionfo del San Lorenzo in seguito alla sconfitta del Boca per 3-1 contro il River.
Tra il 1934 e il 1935 la squadra conquistò il suo primo bicampeonato.
Vinse nel 1934 nonostante le sette sconfitte e 62 gol subiti, ma ebbe nell'attacco il suo punto di forza: segnò 101 gol, prima squadra argentina a superare la soglia dei cento gol fatti.
L'anno dopo il club ripeté l'exploit e trionfò segnando 100 gol e subendone solo 29.
Tuttavia il resto del decennio fu avaro di soddisfazioni per gli xeneizes, che non vinsero nemmeno un titolo. Per questi campionati il Boca giocò le gare casalinghe allo Stadio Ferro Carril Oeste, in attesa della costruzione del nuovo stadio.

### Il nuovo stadio e il secondobicampeonato

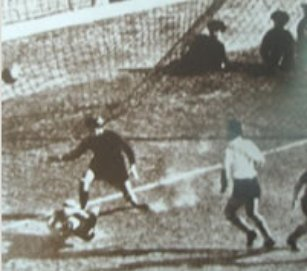
Il gol di Severino Varela contro il River Plate nel 1943.

Il Boca diviene di nuovo campione d'Argentina nel 1940, anno di inaugurazione della Bombonera, il suo nuovo stadio.

Il club cominciò la stagione in sordina, ma concluse l'intero girone di ritorno in testa alla classifica.

L'anno successivo non fu altrettanto roseo: il club concluse il campionato al quarto posto e subì una pesantissima sconfitta (1-5) nel superclásico contro il River; tuttora questo rimane il maggiore scarto di gol nelle gare tra i due club.

Anche nel campionato successivo trionfò il club biancorosso, ma in compenso il Boca fece registrare la vittoria con il maggior scarto di gol della sua storia, sconfiggendo per 11-1 il Tigre e terminando al quinto posto il campionato.

Dopo due stagioni deludenti, il club si riscattò tra il 1943 e il 1944, conquistando il suo secondo bicampeonato.

Nel 1943 venne acquistato Severino Varela e fu assunto come tecnico Alfredo Garasini.
In campionato perde tre gare importanti contro San Lorenzo, River e Huracán, ma seppe rimediare nel girone di ritorno vincendo contro il club di Almagro per 6-4 e contro il River per 2-1, grazie a un gol segnato con il basco da Varela. Alla fine vinse il campionato, con la decisiva vittoria all'ultima giornata contro il Ferro Carril Oeste, grazie alla doppietta di Jaime Sarlanga negli ultimi dieci minuti di gara. Anche il campionato successivo vide la vittoria del club, che si laureò campione con due punti di vantaggio sul River Plate.

## Quindici anni e un solo titolo (1944-1959)

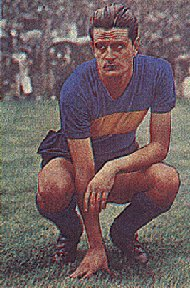
Jaime Sarlanga, stella del Boca negli anni quaranta.

Dopo il trionfo del 1944, il Boca rimase all'asciutto di successi in competizioni ufficiali fino al 1954, quando vinse il suo unico titolo del quindicennio 1944-1959. In questo arco di tempo il club ha anche rischiato la retrocessione, nel 1949, salvandosi all'ultima giornata.

Dal 1945 al 1947 il club ottenne tre secondi posti consecutivi: nel campionato 1945 e nel campionato 1947 alle spalle del River e nel campionato 1946 dietro al San Lorenzo.

Nel 1948 il campionato fu caratterizzato da scioperi organizzati dai calciatori contro l'accumulo di debiti. Fu così creato il sindacato Futbolistas Argentinos Agremiados (FAA), che difendeva i diritti dei calciatori professionistici. Il Boca concluse il campionato all'ottavo posto, peggior risultato conseguito dal club in campionato dall'inizio del professionismo (1931).

Nel campionato successivo il club navigò in piena zona retrocessione fino all'ultima giornata, quando batté per 5-1 il Lanús e si salvò, relegando il club granata allo spareggio-retrocessione contro l'Huracán.

Nel 1950 il club riuscì a piazzarsi al secondo posto dietro l'Independiente, che lo staccò di otto punti in classifica. Nel 1951 si piazzò invece terzo, dietro Racing Club e Banfield.
I campionati 1952 e 1953 evidenziarono le vittorie del River, con il Boca che si classificò al decimo e al settimo posto.

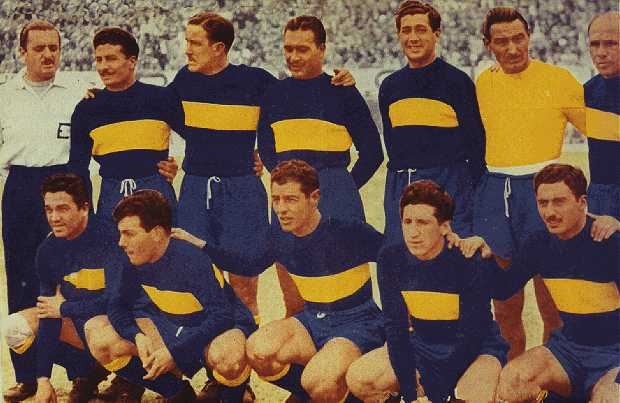
Il Boca campione nel 1954.

Nel 1954 il club ritornò campione, dopo nove anni. Dopo aver vinto per 3-1 contro l'Huracán, al club bastava vincere contro il River per laurearsi campione. Ma contro i Millonarios il club perse per 3-0 e dovette rimandare la festa alla gara successiva, vinta 1-0 contro il Tigre.

Gli anni dal 1955 al 1957 videro i tre successi consecutivi del campionato da parte del River (tricampeonato).

Nel campionato 1955 e nel 1956 il Boca si classificò terzo, dietro River e Racing Club nella prima stagione e dietro River e Lanús nella seconda. Nel 1957 invece il club si classificò quarto.

Nel 1958 arrivò invece terzo, dietro il Racing e l'anno dopo si classificò invece ottavo.

## Anni 1960

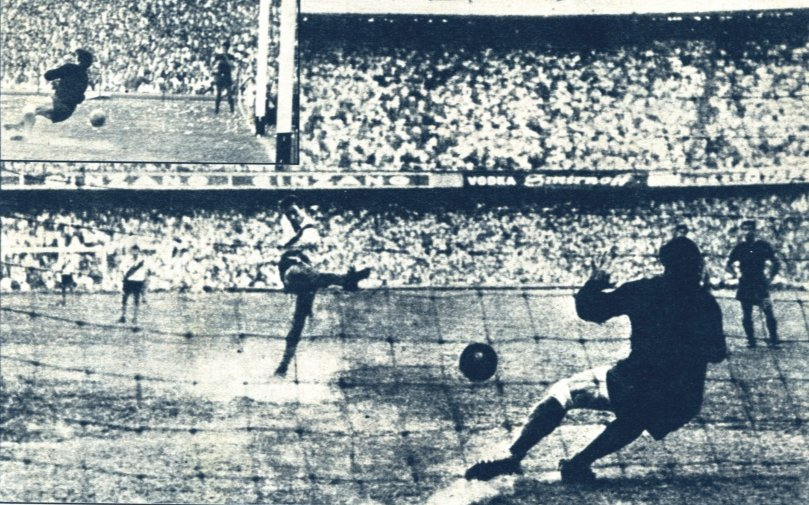
Campionato 1962, 9 dicembre: Roma (Boca Juniors) para uno storico rigore a Delém (River) negli ultimi minuti del derby tra le due rivali.

Nel 1960 si giocò la prima edizione della Copa Libertadores, vinta dal Peñarol ai danni dell'Olimpia.

Nello stesso anno, in campionato si classificò quinta. Anche l'anno dopo giunse in quinta posizione.

Nel campionato successivo il club si riscattò vincendo il titolo dopo otto anni. Fu decisiva la vittoria per 1-0 nel superclásico contro il River: Il Boca passò in vantaggio con Paulo Valentim su calcio di rigore. A cinque minuti dalla fine, il River si procurò un calcio di rigore. Sul dischetto si presentò Delém, ma il calcio piazzato fu deviato in calcio d'angolo dal portiere Roma. Nella gara successiva, l'ultima giornata di campionato, il Boca vinse per 4-0 contro l'Estudiantes (LP) vincendo così il torneo.

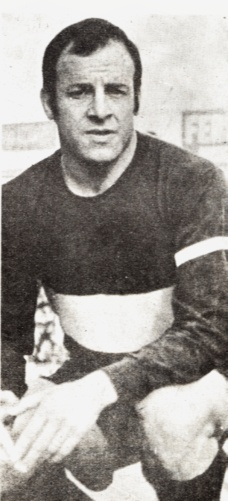
Alfredo Rojas, perno della squadra argentina negli anni sessanta.

Nel 1963 la squadra non ripeté il trionfo e si classificò quarta. Nello stesso anno il club, in quanto detentore del campionato argentino, partecipò alla Coppa Libertadores, dove, dopo aver sconfitto Olimpia, Universidad de Chile e Peñarol, giunse fino in finale, dove fu sconfitto per 3-2 e 2-1 dal Santos di Pelé. Il campionato 1964 fu caratterizzato da pochi gol, ma il Boca vinse grazie alla propria difesa, la meno battuta del campionato con 19 gol subiti.

Ripeté l'exploit l'anno dopo, vincendo il titolo con un solo punto di distacco dal River.
In Coppa Libertadores la squadra venne eliminata in semifinale sia nel 1965 che nel 1966.

Nel campionato 1966 (l'ultimo a girone unico) il club si classificò al terzo posto dietro Racing Club e River. Nel 1967 il campionato fu diviso in due tornei: Metropolitano e Nacional; la squadra si classificò al quarto posto nel Metropolitano e in ottava posizione nel Nacional.

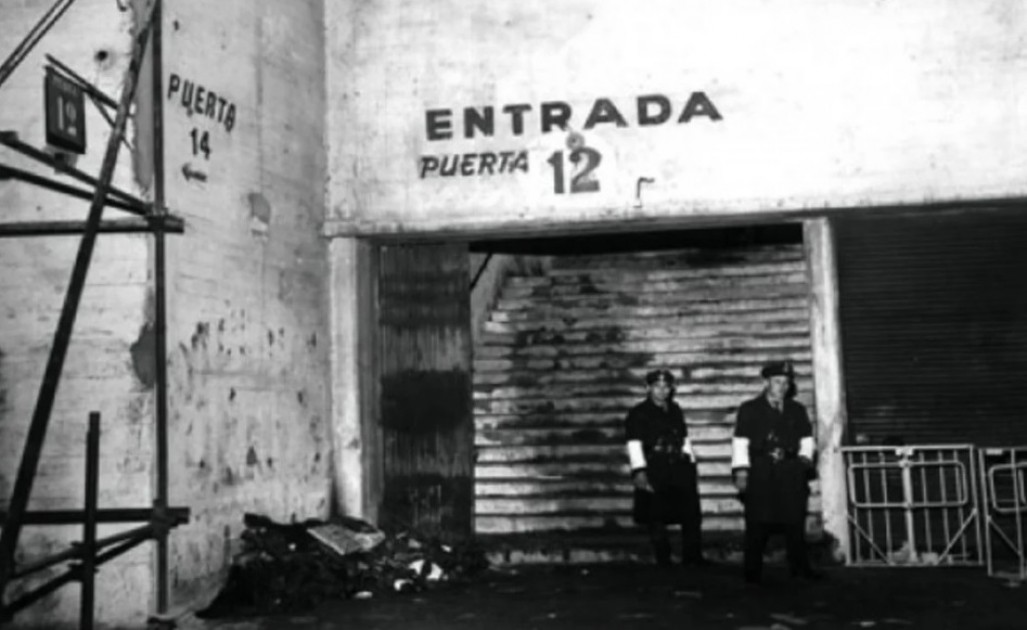
La famigerata Puerta 12 (Cancello 12), che schiacciò centinaia di tifosi xeneizes dopo il derby contro il River; 71 di loro persero la vita.

Nel 1968 gli xeneizes si classificarono quinti sia nel Metropolitano che nel Nacional.

Quel campionato fu anche caratterizzato dalla più grande tragedia sportiva della storia dell'Argentina: dopo il derby tra Boca e River, terminato 0-0, la folla, formata perlopiù da giovani, si accalcò presso il cancello n°12 (Puerta 12), rimasto inspiegabilmente chiuso. Il suddetto cancello cedette in circostanze mai del tutto chiarite e schiacciò la folla, composta da oltre duecento persone, uccidendone 71, la cui età media era di 19 anni. Dopo anni di indagini il colpevole non fu mai trovato e dopo l'incidente nello stadio i numeri furono sostituiti da lettere.

Nel 1969 la squadra vinse sia il Metropolitano che il Nacional, con il portiere Roma che mantenne la propria porta inviolata per 782 minuti, record argentino superato solo nel 1981.

Quel campionato fu caratterizzato dall'arrivo in panchina di Alfredo Di Stéfano. Il Boca ottenne nel Nacional dodici risultati utili consecutivi dalla prima alla dodicesima giornata, terminando la stagione con una sola sconfitta, per 0-1 contro il San Martín de Mendoza, e tre pareggi.

## Anni 1970

### 1970-1975

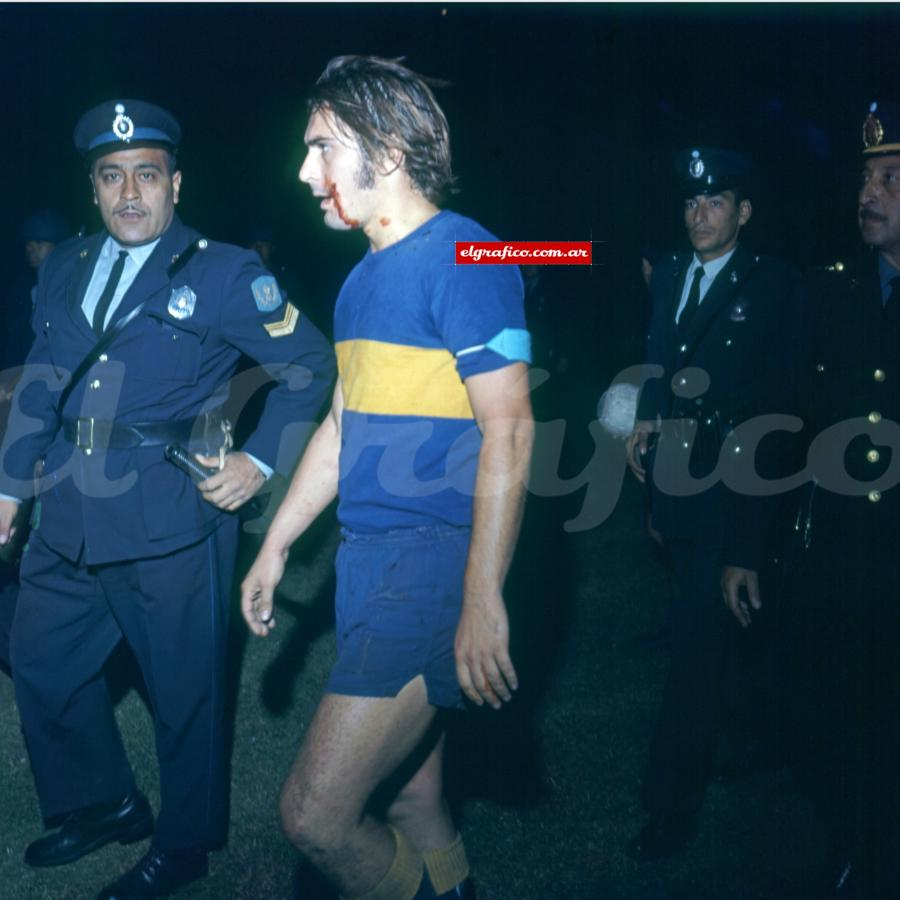
La copertina della rivista El Gráfico il giorno dopo la gara di Coppa Libertadores 1971 contro lo in cui furono espulsi 19 giocatori. Il giocatore insanguinato è Rubén Suñé.

Nel 1970 il club si classificò al quinto posto nel Metropolitano, ma vinse il campionato Nacional, sconfiggendo in finale il Rosario Central per 2-1 ai supplementari, mentre in Coppa Libertadores venne eliminato ai quarti di finale.

Nel campionato 1971 la squadra si piazzò all'ottavo posto nel Metropolitano e al terzo posto nel Nacional, venendo eliminata al primo turno della Coppa Libertadores. Decisivo per l'eliminazione fu il pareggio per 2-2 contro lo Sporting Cristal, in una gara rocambolesca in cui furono espulsi diciannove giocatori in seguito a una rissa scoppiata all'86º minuto di gioco.

Nel 1972 il Boca si classificò ottavo nel Metropolitano e vinse il Girone B del Nacional, ma venne eliminato per 3-2 in semifinale dal River. Proprio contro quest'ultima compagine il club diede vita all'inizio della stagione a un rocambolesco superclásico terminato 5-4 per i gialloblù.

Nel campionato 1973 gli xeneizes si classificarono al secondo posto nel Metropolitano, dietro l'Huracán, ma giunsero quinti nel Nacional.

Nel 1974 la squadra si classifica al secondo posto nel Girone B e terza nel girone finale del Metropolitano e giunge prima nel Gruppo A e settima nel Gruppo finale del Nacional.

Nel 1975 giunge invece terza nel Metropolitano e quarta nel Girone B del Nacional.

### Era Toto Lorenzo
Prima del campionato 1976 venne assunto come allenatore Juan Carlos Lorenzo, detto Toto.

La squadra giunse quarta nel girone A del Metropolitano, ma si classificò prima nel girone finale. Nel Nacional si piazzò prima nel Girone A e vinse il torneo battendo in finale il River per 1-0, con gol decisivo di Rubén Suñé.

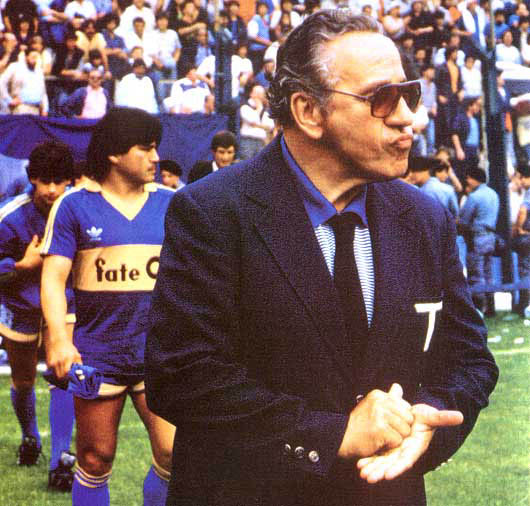
Juan Carlos Lorenzo, allenatore xeneize dal 1976 al 1979 e di nuovo nel 1987.

Nel 1977 il Boca giunse quarto nel Metropolitano e secondo nel Gruppo B del Nacional. Tuttavia vinse la Coppa Libertadores, sconfiggendo il Cruzeiro campione in carica. La prima gara vide la vittoria del Boca per 1-0, mentre nel ritorno vinse il club brasiliano, sempre con lo stesso punteggio. Si rigiocò allora uno spareggio, che vide la vittoria del Boca per 5-4 dopo i calci di rigore, con l'errore decisivo dal dischetto di Vanderley.

Nel 1978 la squadra si classificò seconda nel Metropolitano e quarta nel Girone B del Nacional. In quella stagione il club vinse anche la sua prima Coppa Intercontinentale. Inizialmente lo sfidante dei gialloblù doveva essere il Liverpool, campione d'Europa, ma i Reds rinunciarono e il loro posto fu preso dal Borussia Mönchengladbach, finalista in Coppa dei Campioni. L'andata si concluse con il punteggio di 2-2, nel ritorno invece vinse la squadra argentina per 3-0.

Nel frattempo il club vinceva la sua seconda Coppa Libertadores, sconfiggendo il Deportivo Cali. All'andata la gara si concluse in pareggio (0-0), ma al ritorno i colombiani furono sconfitti per 4-0.

La squadra avrebbe dovuto giocare anche la Coppa Intercontinentale, ma la competizione non si giocò in seguito al secondo ritiro del Liverpool.

In campionato la squadra giunse quarta nel Girone B del Metropolitano e terza nel Girone D del Nacional.

A metà stagione, in seguito agli scarsi risultati ottenuti, il Toto si dimise dal ruolo di allenatore.

## Anni 1980

### 1980-1988
Seguì alle dimissioni di Lorenzo un periodo di digiuno di vittorie: l'unico titolo vinto in nove anni fu il Metropolitano 1981.

Nel 1980 la squadra si classificò al settimo posto nel Metropolitano e al quinto posto nel Girone B del Nacional, subendo numerosi gol in alcune partite: 2-5 contro River, Newell's Old Boys e Independiente, 0-4 contro il Rosario Central.
Nel 1981 ci fu la già citata vittoria del Metropolitano, con un solo punto di distacco dal Ferro Carril Oeste. Risultò decisivo in questo campionato il neo-acquisto Diego Armando Maradona, proveniente dall'Argentinos Juniors, che mise a segno 27 gol tra Metropolitano e Nacional. Alla fine della stagione el pibe de oro lasciò il club xeneize e si trasferì al Barcellona per la cifra record di 10 milioni di dollari.

Nel Nacional il Boca si classifico primo nel Girone D ma fu eliminato ai quarti di finale dal Vélez Sarsfield.

Nel 1982 la squadra giunse terza nel Metropolitano e terza nel Girone C del Nacional.

Nel 1983 la squadra giunse prima nel Girone H della prima fase del Nacional, si qualificò prima anche nel Girone E della seconda fase e arrivò fino ai quarti di finale, dove fu sconfitta dall'Argentinos Juniors. Nel Metropolitano giunse invece settima.

L'anno dopo il club si classificò al terzo posto del Girone A del Nacional e sedicesimo nel Metropolitano.

Sull'orlo del fallimento, divenne presidente Antonio Alegre, che stanziò 21 milioni di dollari per salvare il club dalla bancarotta.

Il campionato 1985 fu l'ultimo che prevedeva Metropolitano e Nacional. Il club si classificò primo nel Girone B del Nacional, ma venne eliminato dal Veléz nella fase ad eliminazione diretta.

Nello stesso anno fu rivoluzionata la struttura del campionato argentino e la competizione assunse l'aspetto degli attuali campionati europei.

In campionato il Boca giunse quinto, con Enzo Francescoli che si laureò capocannoniere del torneo con 25 gol.

Nella stagione seguente la squadra, guidata da César Luis Menotti, lottò per il titolo fino all'ultima giornata, perdendo però per 3-2 contro l'Independiente e classificandosi quarta.

Nel campionato successivo il Boca ottenne il dodicesimo posto.

## Anni 1990

### 1989-1993: le altre coppe e l'Apertura 1992
Nel 1989 la squadra vince la seconda edizione della Supercoppa Sudamericana contro i compatrioti dell'Independiente. Questo trofeo gli dà il diritto di giocare la Recopa Sudamericana, dell'anno seguente, dove supera l'Atlético Nacional (Colombia) Campione del Sudamerica. Dopo 11 anni d'attesa, riesce a vincere anche il titolo nazionale, con la conquista del Torneo Apertura del 1992. Lo stesso anno, grazie alla vittoria in Supercoppa, partecipa alla prima Coppa Master di Supercoppa dove batte in finale il Cruzeiro. Quest'ultima conquista gli consente, a sua volta, di disputare e vincere anche la prima Copa de Oro Nicolàs Léoz (1993) contro i brasiliani dell'Atlético Mineiro.

### 1994-1997: anni senza vittorie e il ritorno di Maradona
Nel 1994 arriva per la seconda volta in finale di Supercoppa, dove incontra nuovamente l'Independiente, ma questa volta viene sconfitto dal Rojo. Nel 1995 Maradona torna al club e dopo aver mantenuto la vetta per quasi tutto il torneo, il titolo è vinto dal Vélez Sarsfield di Carlos Bianchi. Nel Clausura '96, Maradona fallì, addirittura, cinque calci di rigore in un'altra disastrosa annata per la squadra gialloblù.
Nel 1996 Mauricio Macri vince le elezioni presidenziali e inaugura lo stadio definitivo del Boca Juniors. Il nuovo presidente resterà in carica fino al 2008, diventando il più vincente della storia del club con 6 tornei nazionali, 2 Coppe Intercontinentali, 4 Libertadores, 2 Coppe Sudamericane e 2 Recopa.
Quello stesso anno esordisce Juan Román Riquelme e nel 1997 arrivano un gruppo di giocatori che saranno l'ossatura del Super Boca di Bianchi: Martín Palermo, i gemelli Gustavo e Guillermo Barros Schelotto, i colombiani Jorge Bermúdez e Oscar Córdoba, Walter Samuel e il peruviano Nolberto Solano.

## Anni 2000

### 1998-2004: l'era Bianchi e il ciclo più vincente del Boca Juniors
Nel 1998 Carlos Bianchi diventa allenatore del Boca Juniors e quello stesso anno vince il Torneo Apertura, senza subire sconfitte e Martín Palermo sigla il record argentino nei tornei corti di 20 gol in 19 partite. La nuova gestione si consolida con la vittoria anche nel seguente torneo, il Clausura '99. In questi due campionati la squadra registra anche il record argentino di 40 gare consecutive in Primera División senza sconfitte (dal 5 maggio 1998 al 2 giugno 1999, con 29 vittorie e 11 pareggi).
Nel 2000 gli Xeneixes ottengono la prima “Triple Corona” della loro storia, diventando Campione d'Argentina, del Sudamerica e del Mondo. Vince la sua terza Coppa Libertadores, contro il Palmeiras campione in carica, e nell'Intercontinentale stordisce il Real Madrid con una doppietta nei 5' iniziali del suo centravanti Martín Palermo. Dopo 23 anni il Boca torna sul tetto del calcio mondiale. Di ritorno dal Giappone vince anche il Torneo Apertura, chiudendo l'anno più glorioso della sua storia.
Nel 2001 la squadra del Virrey ottiene anche il bicampeonato in Libertadores, contro i messicani del Cruz Azul, ma a fine anno perde l'Intercontinentale contro il Bayern Monaco ai tempi supplementari.
Considerato finito il suo ciclo, l'allenatore abbandona la panchina del club, per ritornarci nel 2003. Per seconda volta il Boca fa il Treble vincendo Coppa Libertadores, Coppa Intercontinentale e Torneo Apertura. In Libertadores affronta il Santos, e si prende la rivincita dopo 40 anni, sconfiggendo i brasiliani nelle due partite della finale e vince l'Intercontinentale ai calci di rigore contro il Milan, ottenendo il suo terzo titolo di "Campione del Mondo".
Dopo la sconfitta nella finale di Coppa Libertadores '04 con l'Once Caldas, Bianchi dà il definitivo addio al Boca.

### 2004: tre finali continentali nello stesso anno
Dopo la sconfitta nella Libertadores e l'arrivo di Brindisi nella panchina, il Boca affronta nella Recopa i peruviani del Cienciano ma perde ancora ai calci di rigore. Allontanato anche Brindisi, gli succede Jorge “el Chino” Benitez come allenatore ad interim. Il Boca disputa la sua terza finale continentale dell'anno e conquista la sua prima Coppa Sudamericana contro i boliviani del Club Bolívar. Dopo l'eliminazione in Coppa Libertadores '05 anche Benitez è esonerato. Gli subentra per un breve periodo Abel Alves.

### 2005-2006: Alfio Basile e le 5 vittorie su 5 tornei
Sponsorizzato da Maradona, arriva sulla panchina xeneixe Alfio Coco Basile che vince i 5 tornei consecutivi ai quali partecipa. La Recopa contro l'Once Caldas, parallelamente l'Apertura 2005 e la Copa Sudamericana (contro i messicani del Pumas UNAM), il Clausura 2006 e, ancora, la Recopa (contro il San Paolo). Dopo quest'ultimo trionfo, l'allenatore lascia la panchina del club per tornare alla guida della nazionale argentina.

### 2007-2008: il ritorno di Riquelme e il record di trofei internazionali

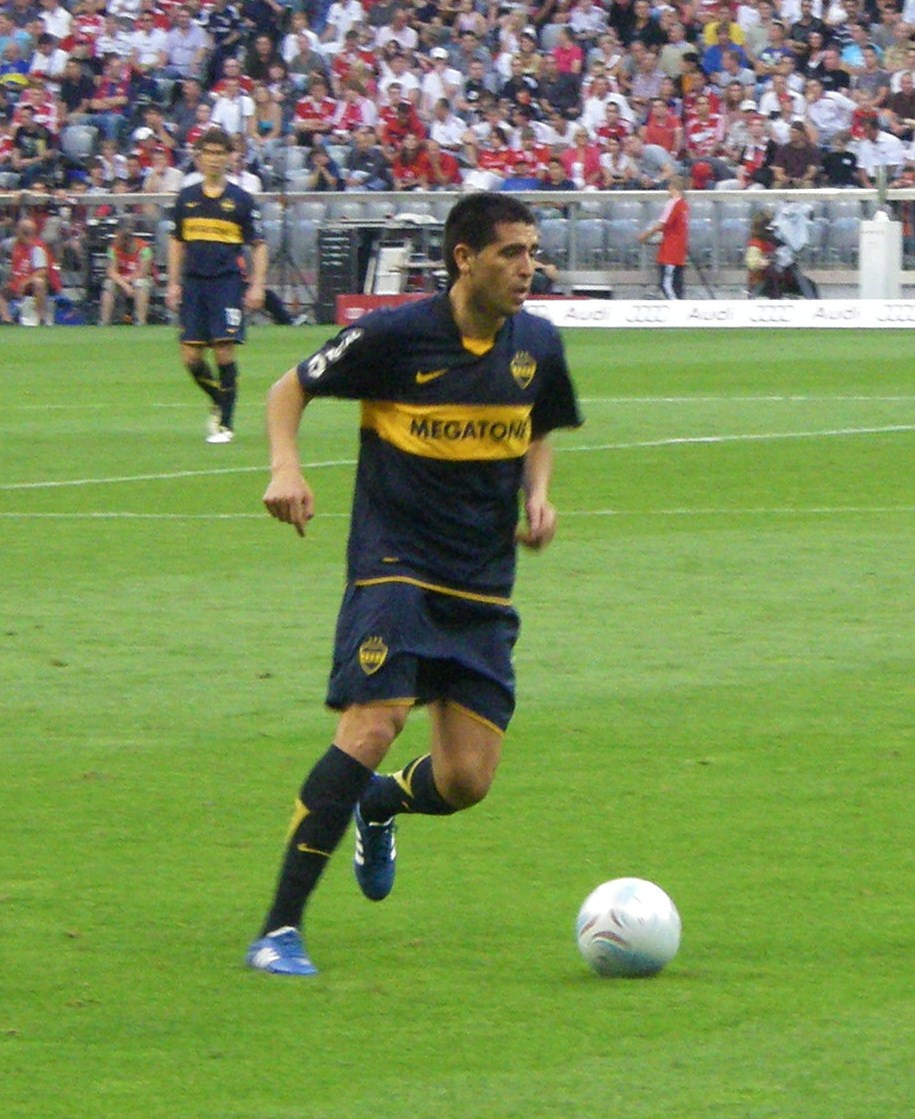
Juan Román Riquelme, bandiera della storia recente degli xeneizes.

Con il ritorno di Juan Román Riquelme, il Boca Juniors ottiene la sua sesta Coppa Libertadores contro i brasiliani del Grêmio, sconfiggendo i rivali in entrambe le finali e siglando il record di differenza reti in finale con un 5-0 globale. Senza il suo fuoriclasse, tornato in Spagna, a dicembre partecipa per la prima volta alla Coppa del mondo per club, dove, dopo aver battuto i tunisini dell'Étoile Sportive du Sahel in semifinale, perde la finale con il Milan.
Nel 2008 arriva in panchina Carlos Ischia, ex secondo di Bianchi, e il Boca Juniors ottiene la sua quarta Recopa Sudamericana, che si trasforma nel 18º titolo internazionale del club, raggiungendo in vetta a questa particolare classifica proprio il Milan.

### 2008-2010: un biennio difficile
Il club vince anche l'Apertura 2008, il suo 23º campionato nazionale. Nel Clausura 2009 arriva 14º e Ischia viene rimpiazzato da Alfio Basile, di ritorno dalla brutta esperienza in nazionale.
Nell'Apertura 2009 si piazza 11º e Basile si dimette il 22 gennaio 2010. Al posto di Alfio Basile subentra Abel Alves, che si dimette il 9 aprile 2010 in seguito alla sconfitta per 3-0 contro il Colón (SF). Gli subentra provvisoriamente il vice Roberto Pompei che riesce a portare la squadra dal 19º posto al 16º.
Il 20 maggio 2010 viene ingaggiato Claudio Borghi. Le dimissioni di Borghi arrivano dopo River Plate-Boca Juniors del 16 novembre 2010 persa per 1-0 dal Boca. Il presidente affida la squadra nuovamente Roberto Pompei per le ultime sei partite di campionato.

## Anni 2010

### 2011: Falcioni e il ritorno alla vittoria del campionato
Al posto di Roberto Pompei il 22 dicembre 2010 viene ingaggiato Julio César Falcioni, che ottiene un discreto settimo posto nel Clausura Néstor Kirchner. La sua seconda stagione è molto soddisfacente, con la vittoria finale dell'Apertura con due partite d'anticipo, il 4 dicembre, grazie alla vittoria per 3-0 contro il Banfield: il Boca ottiene in campionato 43 punti, frutto di 12 vittorie, 7 pareggi e nessuna sconfitta, concludendo il torneo da imbattuta ed eguagliando così il primato stabilito dal River Plate di Gallego nell'Apertura 1994 e dal Boca di Bianchi nell'Apertura 1998.

### 2012: finale di Coppa Libertadores e seconda Coppa Argentina
Nel 2012 chiude il torneo iniziale al sesto posto e in ambito internazionale approda alla sua decima finale di Coppa Libertadores, dove viene sconfitto dai brasiliani del Corinthians, che vincono 2-0 la partita di ritorno in Brasile, giocata il 4 luglio 2012, dopo aver pareggiato 1-1 la partita d'andata disputata in Argentina il 27 giugno 2012. Ad agosto il club vince la sua seconda Coppa Argentina, diventando l'unica squadra argentina a vincere il trofeo su due tornei disputati (la prima nel '69 e quest'ultima dopo che il trofeo è stato ripristinato con una nuova formula).
Il 7 novembre il Boca, campione del torneo di apertura, gioca la prima edizione della Supercoppa Argentina, ma è sconfitto per 4-3 ai tiri di rigore dall'Arsenal Sarandí di Sarandí, campione del torneo di clausura. Due giorni dopo il presidente Daniel Angelici non rinnova il contratto all'allenatore Julio César Falcioni, che lascia dunque la squadra dopo quasi due anni.
Il 17 dicembre 2012 torna per la terza volta sulla panchina del Boca Juniors Carlos Bianchi.

### 2013-2014: la terza era Bianchi
L'8 febbraio 2013 Juan Román Riquelme, dopo sei mesi di inattività, lascia ufficialmente il club di Buenos Aires, salvo tornare sui propri passi. Nel torneo finale 2013, conclusosi il 23 giugno, il Boca chiude al penultimo posto la stagione peggiore della propria storia, con sole tre vittorie in diciannove partite. Il Boca stabilisce il proprio primato negativo di dodici partite di fila senza vittorie, subendo goleade come quella contro il San Martín (SJ) (1-6), il San Lorenzo (0-3) e il Newell's Old Boys (0-4). Ciononostante evita la retrocessione in quanto in Argentina, per il sistema del promedio, retrocedono le tre squadre con la peggior media punti delle ultime tre stagioni.
In Coppa Libertadores il Boca si qualifica come secondo nel proprio girone agli ottavi di finale, dove elimina il Corinthians (1-0 in Brasile e 1-1 in Argentina). Nella sfida di ritorno contro i brasiliani Riquelme diventa, per altro, il primatista di gol (25) con la maglia gialloblù in Coppa Libertadores. Ai quarti di finale la squadra è eliminata dai connazionali del Newell's Old Boys, che in un combattuto match si impongono per 10-9 ai tiri di rigore (dopo due 0-0, sia all'andata sia al ritorno). In Coppa Argentina il Boca viene eliminato negli ottavi dall'All Boys, chiudendo così una stagione fallimentare.
Nel torneo iniziale 2013, iniziato il 4 agosto e chiusosi il 15 dicembre, il Boca, trascinato dai gol di Emanuel Gigliotti, si classifica settimo, dopo aver vinto la sfida contro il River Plate per 1-0 alla decima giornata (evento che non accadeva dal 2008).
Nel torneo finale 2014, disputato dal 9 febbraio al 18 maggio 2014, il Boca, malgrado un inizio negativo (soli 12 punti in 9 partite) e una sconfitta casalinga contro il River (1-2) che mancava da dieci anni alla decima giornata, dalla quindicesima giornata inanella una serie di vittorie consecutive che dureranno fino alla fine del campionato. L'11 maggio 2014 Juan Román Riquelme diviene il primatista di presenze alla Bombonera (206). La squadra termina il campionato al secondo posto, con un bilancio di 9 vittorie, 5 pareggi e 5 sconfitte, a 5 punti dal River Plate campione.
Dopo il campionato mondiale di calcio 2014 la federcalcio argentina decide di programmare un allargamento della massima divisione a 30 squadre per il 2015.
Partiti Juan Manuel Sánchez Miño, Claudio Riaño, Diego Rivero e Diego Perotti, arrivano Andrés Chávez, Gonzalo Castellani, Jonathan Calleri, Federico Carrizo, José Pedro Fuenzalida e César Meli.
In Coppa Argentina il Boca viene eliminato già ai sedicesimi di finale dall'Huracán, poi vincitore del trofeo.
Il campionato 2014 vede ancora la partecipazione di 20 squadre, ma dura solo quattro mesi, dall'8 agosto al 14 dicembre, e non prevede retrocessioni per consentire l'allargamento del torneo a 30 squadre a partire dal 2015. Il cosiddetto Torneo de Transición inizia male per il Boca, sconfitto per 1-0 all'esordio dal Newell's Old Boys. Il 28 agosto 2014 Carlos Bianchi è sollevato dall'incarico, e il giorno dopo è ufficializzato l'ingaggio al suo posto di Rodolfo Arruabarrena, ex calciatore degli Xeneizes.

### 2014-2016: l'era Arruabarrena
Arruabarrena esordisce come tecnico del Boca il 31 agosto 2014, battendo per 3-1 il Vélez Sarsfield per 3-1alla Bombonera con gol di Daniel Alberto Díaz, Marcelo Meli e Andrés Chávez.
In Copa Sudamericana il Boca raggiunge la semifinale, dove affronta - dopo dieci anni in competizioni internazionali - la rivale storica, il River Plate. Dopo lo 0-0 della Bombonera, la partita di ritorno del Monumental si conclude in favore del River, che vince per 1-0 con un gol di Leonardo Pisculichi.
In campo nazionale, con il nuovo tecnico il Boca torna a competere per la vetta della classifica, ma non riesce a ottenere il primo posto a causa di alcuni risultati altalenanti. Dopo la sconfitta contro il River in Copa Sudamericana, gli Xeneizes vivono un periodo negativo che li fa precipitare al quinto posto in classifica in campionato.
Sconfitti dal Racing Club per 4-1, nelle amichevoli pre-stagionali gli uomini di Arruabarrena pareggiano per 2-2 contro il Vélez Sarsfield. Sempre in amichevole il Boca batte per 1-0 il River Plate con gol di Franco Cristaldo. Nel secondo superclassico amichevole il Boca si impone nuovamente sul River Plate, questa volta con un rotondo 5-0, scarto più ampio in un match amichevole tra le due squadre. Nello spareggio per il primo posto nella massima divisione 2013-2014 il Boca sconfigge il Vélez Sarsfield per 1-0 con gol di Nicolás Colazo e guadagna la qualificazione in Coppa Libertadores 2015.
Sul mercato il club opera in modo deciso, acquistando Marco Torsiglieri, Nicolás Lodeiro, Pablo Pérez, Gino Peruzzi e Pablo Daniel Osvaldo, con l'obbiettivo dichiarato di vincere nuovamente la Coppa Libertadores.
In Coppa Libertadores gli Xeneizes impressionano favorevolmente, facendo registrare il miglior ruolino di marcia nella storia della prima fase della competizione (6 vittorie in altrettante partite, 19 gol fatti, solo 2 subiti). Vincono il proprio girone con autorevolezza e sono primi nella classifica generale che mette a confronto tutti i gironi. L'ultima squadra nella classifica generale delle qualificate è, curiosamente, il River Plate, che negli ottavi di finale viene dunque messo di fronte ai rivali storici, primi nella graduatoria. Al Monumental un gol di Carlos Sánchez regala la vittoria al River. La partita di ritorno è segnata da alcuni disordini causati dai tifosi di casa, che provocano la sospensione dell'incontro dopo il primo tempo. Il giudice sportivo punisce il Boca con quattro partite da disputare a porte chiuse e 200.000 euro di multa, oltre a concedere al River Plate la qualificazione ai quarti di finale a tavolino.
Per la stagione 2015 il campionato di massima divisione argentina, che si disputa dal 13 febbraio al 6 dicembre, viene allargato a 30 squadre, ognuna delle quali disputa 29 partite.
Il 26 giugno 2015 Carlos Tévez torna a vestire la maglia del Boca Juniors. In occasione della sua presentazione è accolto da 60.000 tifosi alla Bombonera. Lasciano la squadra Torsiglieri e Osvaldo.
Il 1º novembre 2015 il Boca si laurea campione d'Argentina per la trentesima volta nella propria storia, con una giornata di anticipo rispetto alla fine del torneo, battendo per 1-0 alla Bombonera il Tigre con un gol di Fabián Monzón. Il ruolino di marcia finale degli Xeneizes è di 20 vittorie, 4 pareggi e 6 sconfitte.
Il 4 novembre il Boca si aggiudica anche la Coppa Argentina, dopo aver vinto tutte le partite disputate nella competizione, con un solo gol concesso. In finale batte il Rosario Central per 2-0 con gol di Nicolás Lodeiro e Andrés Chávez e centra così il doblete dopo la vittoria del campionato.
Sul fronte del mercato tornano Pablo Daniel Osvaldo, Federico Carrizo e Juan Manuel Insaurralde. Arrivano anche Leonardo Jara, Jonathan Silva e Frank Fabra, mentre lasciano il Boca Fabián Monzón, Franco Cristaldo e Jonathan Calleri.
La nuova stagione inizia con la partita valida per l'assegnazione della Supercopa Argentina. Il Boca, avendo vinto sia campionato che coppa nazionale, affronta, come da regolamento, la squadra classificatasi seconda in campionato, il San Lorenzo. Gli Xeneizes vincono per 4-0 e si aggiudicano il trofeo.
Il 1º marzo 2016, dopo un brutto avvio di stagione con due vittorie, un pareggio e due sconfitte in cinque gare ed il nono posto in classifica nel campionato argentino, Arruabarrena è esonerato e sostituito temporaneamente con il suo vice Rolando Schiavi.

### 2016-2018: l'era Schelotto
Il 1º marzo 2016 il Boca ingaggia l'allenatore Guillermo Barros Schelotto. Il nuovo tecnico conduce il club di Buenos Aires sino alla semifinale di Coppa Libertadores 2016: dopo aver vinto il proprio girone con 3 vittorie e 3 pareggi in 6 partite, gli Xeneizes eliminano il Cerro Porteño negli ottavi di finale e il Nacional ai quarti dopo i tiri di rigore, ma in semifinale, nonostante i favori del pronostico, sono eliminati dalla sorpresa del torneo, gli ecuadoriani dell'Independiente del Valle, che vincono per 2-1 in casa e per 3-2 alla Bombonera. Nel campionato 2016, disputato dal 5 febbraio al 29 maggio, il Boca si piazza nono nella Zona B, con 5 vittorie, 5 pareggi e 6 sconfitte in 17 partite giocate.
Nella stagione 2016-2017 di Primera División la squadra si laurea campione d'Argentina con una giornata di anticipo, chiudendo poi il campionato con sette punti di vantaggio sulla seconda in graduatoria, con tre sole sconfitte in trenta partite giocate e diventando, con 66 titoli ufficiali vinti, il club più titolato del paese. Il Boca ha inoltre piazzato il proprio attaccante Darío Benedetto in testa alla classifica dei marcatori del campionato, con 21 gol.
La squadra gialloblù ottiene il bis aggiudicandosi anche il campionato 2017-2018, con un distacco di due punti sulla seconda in classifica. Amaro è, invece, l'epilogo della Coppa Libertadores 2018, persa nell'inedita finale contro i rivali cittadini del River Plate. Dopo un pari (2-2) alla Bombonera all'andata, nella gara di ritorno, disputata al Santiago Bernabéu di Madrid a seguito del rinvio per via degli incidenti verificatisi qualche giorno prima davanti al Monumental, il Boca è sconfitto per 3-1 dopo i tempi supplementari dagli storici avversari.

### 2018-2020: la gestione di Alfaro
Nel dicembre 2018 il Boca Juniors ingaggia Gustavo Alfaro, in carica dal 1º gennaio 2019. Il tecnico guida la squadra in 50 partite, ottenendo 27 vittorie, 16 pareggi e 7 sconfitte; l'annata 2018-2019 si chiude con il terzo posto in campionato e gli ottavi di finale di Coppa Argentina, oltre alla finale raggiunta nella prima edizione della Coppa della Superliga (persa contro il Tigre), mentre in ambito internazionale i gialloblù vengono eliminati dai rivali del River Plate nella semifinale della Coppa Libertadores. 
Alfaro lascia la squadra alla fine di dicembre del 2019, dopo sedici giornate di campionato.

## Anni 2020

### 2020-2023: cambi tecnici, la finale di Libertadores del 2023
A rimpiazzare Alfaro è il rientrante Miguel Ángel Russo, di nuovo alla guida del Boca dopo dodici anni. Il 7 marzo 2020 la squadra si aggiudica il campionato superando in classifica i rivali del River Plate all'ultima giornata, grazie alla vittoria per 1-0 in casa contro il Gimnasia (LP) (gol di Carlos Tévez) e al contemporaneo pareggio del River (1-1) sul campo dell'Atl. Tucumán. Una settimana più tardi la squadra batte per 4-1 il Godoy Cruz all'esordio nella Copa de la Superliga, nella prima edizione di questa nuova competizione, edizione poi sospesa e definitivamente cancellata a causa della pandemia di COVID-19. Nella Coppa Libertadores 2020 il Boca si ferma in semifinale, contro il Santos.
Nella Copa de la Liga Profesional 2020, ribattezzata Copa Diego Armando Maradona, la squadra xeneize vince il proprio girone di prima fase e anche quello di seconda fase, per poi battere in finale il Banfield per 5-3 ai tiri di rigore (1-1 dopo 90 minuti) il 17 gennaio 2021, aggiudicandosi, così, il trofeo. La compagine di Russo raggiunge poi le semifinali della Copa de la Liga Profesional 2021, dove viene sconfitta dal Racing Club ai tiri di rigore, dopo aver eliminato ai tiri di rigore gli storici rivali del River Plate nei quarti di finale. Il Boca esce dalla Coppa Libertadores 2021 agli ottavi di finale ai tiri di rigore, dopo la doppia sfida contro l'Atlético Mineiro, al termine della quale, a causa del malcontento suscitato dall'annullamento di due reti degli argentini da parte dell'arbitro all'andata e al ritorno, si verifica una rissa negli spogliatoi tra i giocatori delle due squadre e tra i giocatori del Boca e responsabili della sicurezza dello stadio Mineirão.
Nella Copa Argentina 2019-2020, disputata nel 2021 a causa della pandemia di COVID-19, il Boca riesce a eliminare il River Plate ai tiri di rigore agli ottavi di finale, ma all'inizio della stagione di massima serie ha delle difficoltà, dovendo affrontare due delle prime tre partite di campionato con la squadra riserve allenata da Sebastián Battaglia, stante l'isolamento imposto alla prima squadra e allo stesso Russo per un caso di positività al coronavirus. La squadra riserve ottenne un pari e rimedia una sconfitta, prima del ritorno di Russo e dei calciatori della prima squadra. Dopo la sconfitta contro l'Estudiantes (LP) subita alla sesta giornata, la dirigenza esonera Russo, affidando la compagine xeneize a Sebastián Battaglia in via definitiva. Egli conduce il Boca alle semifinali della Copa Argentina per la prima volta dopo sei anni, eliminando il Patronato ai tiri di rigore, e poi alla finale, ottenuta eliminando l'Argentinos Juniors. Malgrado il rischio concreto di un esonero a causa di tre sconfitte consecutive rimediate dal 24 novembre al 4 dicembre, Battaglia rimane in sella per la finale della coppa nazionale, disputata l'8 dicembre 2021 contro il Talleres (C). Nonostante l'espulsione di Juan Edgardo Ramírez, il club giallobù riesce a mantenere lo 0-0 e a portare la sfida ai tiri di rigore, dove si impone per 5-4; Battaglia sale quindi a 18 trofei vinti con il Boca Juniors (conteggiando quelli vinti come giocatore e come allenatore), agganciando Guillermo Barros Schelotto.
Nel maggio 2022 Battaglia conduce il Boca alla vittoria della Copa de la Liga Profesional battendo in finale il Tigre, ma due mesi dopo viene esonerato a causa di alcuni risultati negativi, tra cui l'eliminazione agli ottavi di Libertadores per mano del Corinthians ai tiri di rigore.
Il Boca Juniors passa dunque sotto la guida di Hugo Ibarra, che nell'ottobre seguente vince il campionato argentino con due punti di margine sul Racing Club. Sconfitta nella finale del Trofeo de Campeones de la Liga Profesional 2022 e nella Supercopa Internacional 2022, la squadra si aggiudica la Supercopa Argentina 2022 nel marzo 2023, mese al termine del quale Ibarra lascia il posto a Mariano Herrón. 
Nell'aprile 2023 la panchina degli xeneizes viene affidata a Jorge Almirón, che conduce i suoi alla finale di Coppa Libertadores, persa nel novembre seguente contro il Fluminense al stadio Maracanã per 2-1 dopo i tempi supplementari. Il Boca perde così la terza finale consecutiva, dopo le sconfitte del 2012 e del 2018.